# Kostrowicze (gmina)
Kostrowicze – dawna gmina wiejska istniejąca do 1939 roku w woj. nowogródzkim (obecnie na Białorusi). Siedzibą gminy były Kostrowicze (160 mieszk. w 1921 roku), a następnie Sieńkowszczyzna (302 mieszk. w 1921 roku).
W okresie międzywojennym gmina Kostrowicze należała do powiatu słonimskiego w woj. nowogródzkim. 1 kwietnia 1929 roku do gminy Kostrowicze przyłączono część obszaru gminy Czemery, natomiast część obszaru gminy Kostrowicze włączono do gminy Stara Wieś.
Po wojnie obszar gminy Kostrowicze wszedł w struktury administracyjne Związku Radzieckiego.